# Spike y Chester
Spike y Chester son dos perros ficticios, personajes de dibujos animados de la series de la Warner Bros. Looney Tunes y Merrie Melodies.
Spike es un rudo y astuto bulldog gris que viste un suéter rojo, un Bombín marrón, con el ceño fruncido. Chester es un Jack Russell terrier amigo y admirador de Spike, es pequeño y nervioso de pelaje amarillo y orejas marrones.

## Historia
Estos personajes protagonizaron solo dos cortos animados, ambos dirigidos por Friz Freleng. El primero fue Tree for Two (1952). En él, Chester le dice a su ídolo Spike que conoce de un gato al que pueden golpear. El gato es Silvestre, pero cada vez que Spike tiene al gato acorralado, una pantera negra fugitiva del zoológico aparece en lugar de Silvestre, golpeando al perro. Cuando Chester decide intentarlo, Silvestre se encuentra a merced del perrito. Al final de la caricatura, Spike y Chester han cambiado de roles: Spike es el adulador y Chester el presumido boxeador.
La segunda aparición de los personajes fue en el cortometraje Dr. Jerkyl's Hide (1954). Spike (aquí llamado "Alfie") está una vez más detrás de Silvestre, solo que esta vez es el mismo Silvestre quien golpea al pobre perro, gracias a una poción que lo transforma en un monstruo felino. Chester, por supuesto, nunca ve a Silvestre transformado, pensando que su amigo está siendo golpeado por el gato. Finalmente Alfie es golpeado por una mosca que también ha sido afectada por la poción, frente a los ojos de Chester.

## Apariciones posteriores
Spike y Chester aparecen en la película Space Jam (1996), como un par de paramédicos durante el juego de baloncesto.
Spike aparece en el episodio "The Jailbird and Jailbunny" de The Looney Tunes Show. Se le ve durante la canción "Blow My Stack" como miembro del grupo de manejo de la ira de Sam Bigotes.